# شبرابتوش
شبرابتوش إحدى قرى مركز تلا التابع لمحافظة المنوفية بجمهورية مصر العربية.

## التاريخ
ذكرها علي مبارك في كتابه الخطط التوفيقية باسم "شبرى بطوش"، حيث ذكر أنها قرية في مديرية المنوفية بقسم تلا، وأن بها مسجد والقليل من الأشجار.

## السكان
بلغ عدد سكان شبرابتوش 3,173 نسمة، منهم 1،605 رجل و1،568 إمرأة، حسب الإحصاء الرسمي لعام 2006.